# Позитроній

Позитроній - зв'язана квантовомеханічна система, що складається з електрона та позитрон, які обертаються навколо спільного центру мас

Позитроній (Ps) — зв'язана квантовомеханічна система, що складається з електрона і позитрона. У залежності від взаємного напрямку спінів електрона і позитрона розрізняють ортопозитроній (спіни паралельні, сумарний спін S = 1) і парапозитроній (спіни антипаралельні, сумарний спін S = 0). Позитроній, як і атом водню, є системою двох тіл, і його поведінка та властивості точно описуються в квантовій механіці. Він був вперше експериментально ідентифікований в 1951 році Мартіном Дойчем.

## Властивості
Оскільки зведена маса позитронію майже вдвічі менша за зведену масу атома водню, радіус атома позитронію 0,106 нм (удвічі більший за атом водню), а його потенціал іонізації з основного стану дорівнює 6,77 еВ (удвічі менший від потенціалу іонізації водню).
Позитроній швидко анігілює, його час життя залежить від спіну: парапозитроній у стані спокою у вакуумі анігілює в середньому за 0,125 нс (у два гамма-кванти з енергією по 511 кеВ і протилежними імпульсами), тоді як ортопозитроній живе на три порядки довше (143 нс) і розпадається в три гамма-кванти, в силу збереження зарядової парності. У середовищі час життя позитронію зменшується, і відносна ймовірність анігіляції в 2 гамма-кванти зростає. Можлива анігіляції позитронів з народженням більшого числа гамма-квантів, проте ймовірність цього дуже мала. У будь-якому випадку сумарна енергія анігіляційних гамма-квантів у системі центру інерції позитронію дорівнює 1022 кеВ (відповідає подвоєній масі електрона).